# جشنواره وحشت افتر دارک
جشنواره وحشت افتر دارک (After Dark Horrorfest) (همچنین به عنوان «۸ فیلم برای مردن» شناخته می‌شود) یک جشنواره سالانه فیلم ترسناک است که شامل هشت فیلم مستقل ترسناک است که توسط افتر دارک فیلمز در ایالات متحده توزیع شده بودند.
اولین جشنواره وحشت در سال ۲۰۰۶ و آخرین جشنواره در سال ۲۰۱۵ برگزار شد.
در سال ۲۰۱۱، جشنواره وحشت با «افتر دارک فیلمز» جایگزین شد، که از فیلم‌های اصلی و منتشر نشدهٔ «افتر دارک» تشکیل شده بود.

## جشنواره وحشت، ۲۰۰۶
جشنواره وحشت افتر دارک برای سال ۲۰۰۶، از ۱۷ نوامبر تا ۲۱ نوامبر ۲۰۰۶ برنامه‌ریزی شده بود.

### فیلم‌ها
فیلم‌های نمایش داده شده در طول جشنواره عبارت بودند از:
1. متروکه The Abandone
2. سوار تاریک Dark Ride
3. گرانبها The Gravedancers
4. همیلتون‌ها The Hamiltons
5. ادبیات عامه پسند Penny Dreadful
6. تناسخ
7. نا آرام Unrest
8. چیزهای کوچک شرور Wicked Little Things

### مراسم قبل از جشنواره وحشت ۲۰۰۶
روز پنجشنبه، ۱۶ نوامبر ۲۰۰۶، Dark Delicacies، یک کتابفروشی با مضمون ادبیات وحشت در بوربانک، کالیفرنیا میزبان یک جشن امضا، با حدود ۳۰ فیلمساز و بازیگر فیلم‌ها بود.

### بانوی جشنواره وحشت ۲۰۰۶
مسابقه ای برای «سخنگوی رسمی» و «افتر دارک فیلمز»، در سپتامبر ۲۰۰۶ در یوتیوب اعلام شد. شرکت کنندگان هر دو تست آنلاین دادند. چهار فینالیست این مسابقه chieko13، msblackbetty , darkspidernyc و Ysabella Brave بودند.
رأی‌گیری اینترنتی در ۹ نوامبر ۲۰۰۶ پایان یافت و Msblackbetty در تاریخ ۱۸ نوامبر ۲۰۰۶، لقب بانوی جشنواره وحشت ۲۰۰۶ را دریافت کرد.

### نسخه دی وی دی جشنواره وحشت ۲۰۰۶
۷ فیلم از لیست اصلی ۸ فیلم از جشنواره ۲۰۰۶، در ۲۷ مارس ۲۰۰۷ به صورت دی وی دی منتشر شد.

## جشنواره وحشت ۲، ۲۰۰۷
جشنواره وحشت افتر دارک سال ۲۰۰۷ برای ۹ نوامبر تا ۱۸ نوامبر ۲۰۰۷ برنامه‌ریزی شده بود.

### فیلم‌ها
فیلم‌های نمایش داده شده در طول جشنواره عبارت بودند از:
1. منطقه مرزی Borderland[۵]
2. هشت‌های دیوانه Crazy Eights
3. مرگ ایان استون The Deaths of Ian Stone[۶]
4. دریاچه مرده Lake Dead
5. خیابان مالبری Mulberry Street[۷]
6. مرد کابوس Nightmare Man[۸]
7. با چنگ و دندان[۹]
8. کشف شده Unearthed[۱۰]
9. مرز Frontier[۱۱]

### بانوی جشنواره وحشت ۲۰۰۷
میسترس ملیس (با نام ملیسا جونز) به عنوان بانوی جشنواره وحشت ۲۰۰۷ انتخاب شد. در سال ۲۰۰۸، او به بازیگران فیلم اثر پروانه ای ۳: مکاشفه پیوست که به عنوان بخشی از جشنواره وحشت ۳ نمایش داده شد.

### نسخه دی وی دی جشنواره وحشت ۲۰۰۷
نسخه DVD هر هشت فیلم جشنواره، ۱۸ مارس ۲۰۰۸ منتشر شد.

## جشنواره وحشت ۳، ۲۰۰۸
جشنواره وحشت افتر دارک ۲۰۰۸، از ۹ ژانویه تا ۱۵ ژانویه ۲۰۰۹ برنامه‌ریزی شده بود.

### فیلم‌ها
فیلم‌های نمایش داده شده در طول جشنواره عبارت بودند از:
1. کالبدگشایی
2. شکسته - The Broken[۱۵]
3. اثر پروانه ای ۳: مکاشفه‌ها - The Butterfly Effect 3: Revelations[۱۶]
4. نژاد در حال مرگ - Dying Breed
5. از درون- From Within[۱۷]
6. پرکینز 14 - Perkins' ۱۴
7. ذبح - Slaughter
8. یکی پشت سرت (صداها) - Someone Behind You

کمپانی افتر دارک فیلمز تولیدکننده و توزیع کننده فیلم‌های ذبح وپرکینز ۱۴ تولید و توزیع شدند و این اولین فیلم‌هایی است که این شرکت تولید کرده‌است و سپس به عنوان بخشی از ۸ فیلم برای مردن ، منتشر شدند.

### بانوی جشنواره وحشت ۲۰۰۸
مراسم انتخاب بانوی جشنواره وحشت ۲۰۰۸ از ۱۵ سپتامبر تا ۱۷ اکتبر به صورت جلسات آنلاین از طریق یوتیوب و همچنین حضوری برقرار بود.
در تاریخ ۳۱ اکتبر، ۸ برگزیده مرحله نیمه نهایی اعلام شدند: ایکس اکترا، پرنسس آگونیا، شلی مارتینز، سافرون سینکلیر، دختران دراکولا، دیمن، ویک تیم و بلا وامپ
سه هفته بعد، ۴ برگزیده مرحله نهایی انتخاب شدند: دیمن، پرنسس آگونیا، ویک تیم و سافرون سینکلیر.
در تاریخ ۱۳ دسامبر، ویک تیم (با نام کلی مارچلند) به عنوان سومین بانوی جشنواره وحشت معرفی شد.

### نسخه دی وی دی جشنواره وحشت ۲۰۰۹
DVD‌ها در ۳۱ مارس ۲۰۰۹ منتشر شدند.

## جشنواره وحشت ۴، ۲۰۱۰
جشنواره فیلم افتر دارک ۲۰۱۰، از ۲۹ ژانویه تا ۴ فوریه ۲۰۱۰ برنامه‌ریزی شده بود.

### فیلم‌ها
هشت فیلم که در طول جشنواره نمایش داده شده بودند:
1. وحشت Dread
2. آخرین The Final
3. قبرها The Graves
4. پنهان Hidden
5. تئوری کشتن Kill Theory
6. دریاچه مانگو Lake Mungo
7. نی‌ها The Reeds
8. زکج: زامبی‌های کشتار جمعی ZMD: Zombies of Mass Destruction

### نسخه دی وی دی جشنواره وحشت ۴
دی وی دی‌های جشنواره وحشت ۴ در ۲۳ مارس ۲۰۱۰ منتشر شد و در ۱۲ مارس ۲۰۱۰ به دست خرده فروشان رسید.

## ۸ فیلم برای مردن، سال ۲۰۱۵
۸ فیلم برای مردن افتر دارک فیلمز، برای اولین بار در تاریخ ۱۶ اکتبر ۲۰۱۵ برگزار شد.

### فیلم‌ها
هشت فیلم که در طول این جشنواره نمایش داده شدند:
1. کشتار
2. قتل در تاریکی Murder in the Dark
3. شرور درون The Wicked Within
4. مرد جنگجو Lumberjack Man
5. تعلیق Suspension
6. غیرطبیعی Unnatural
7. حرامزاده Bastard
8. پیاده سواران باد Wind Walkers